# Xã Funks Grove, Quận McLean, Illinois
Xã Funks Grove (tiếng Anh: Funks Grove Township) là một xã thuộc quận McLean, tiểu bang Illinois, Hoa Kỳ. Năm 2010, dân số của xã này là 245 người.